# 蔵前専用橋

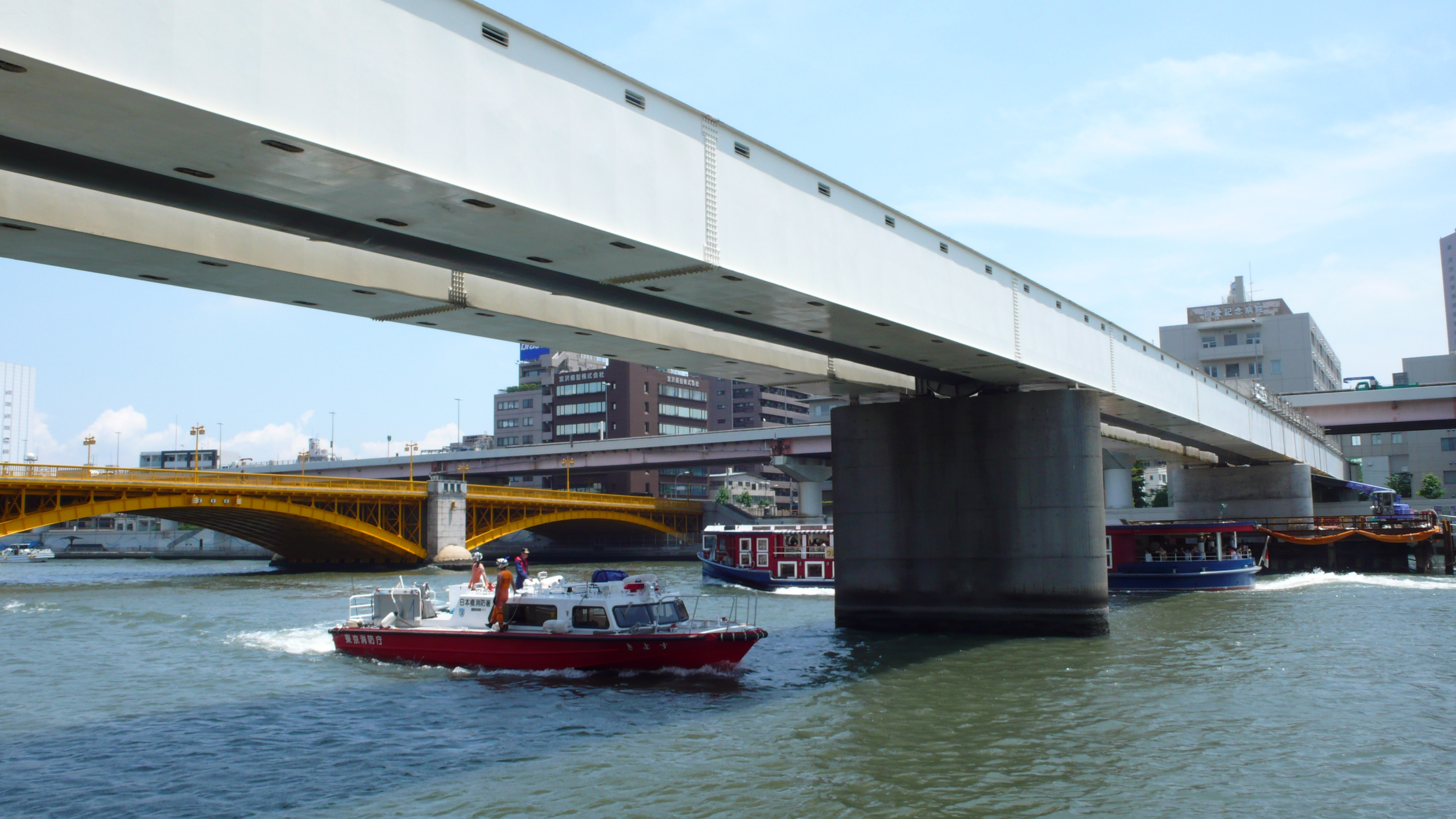
東京都台東区から（2008年5月）

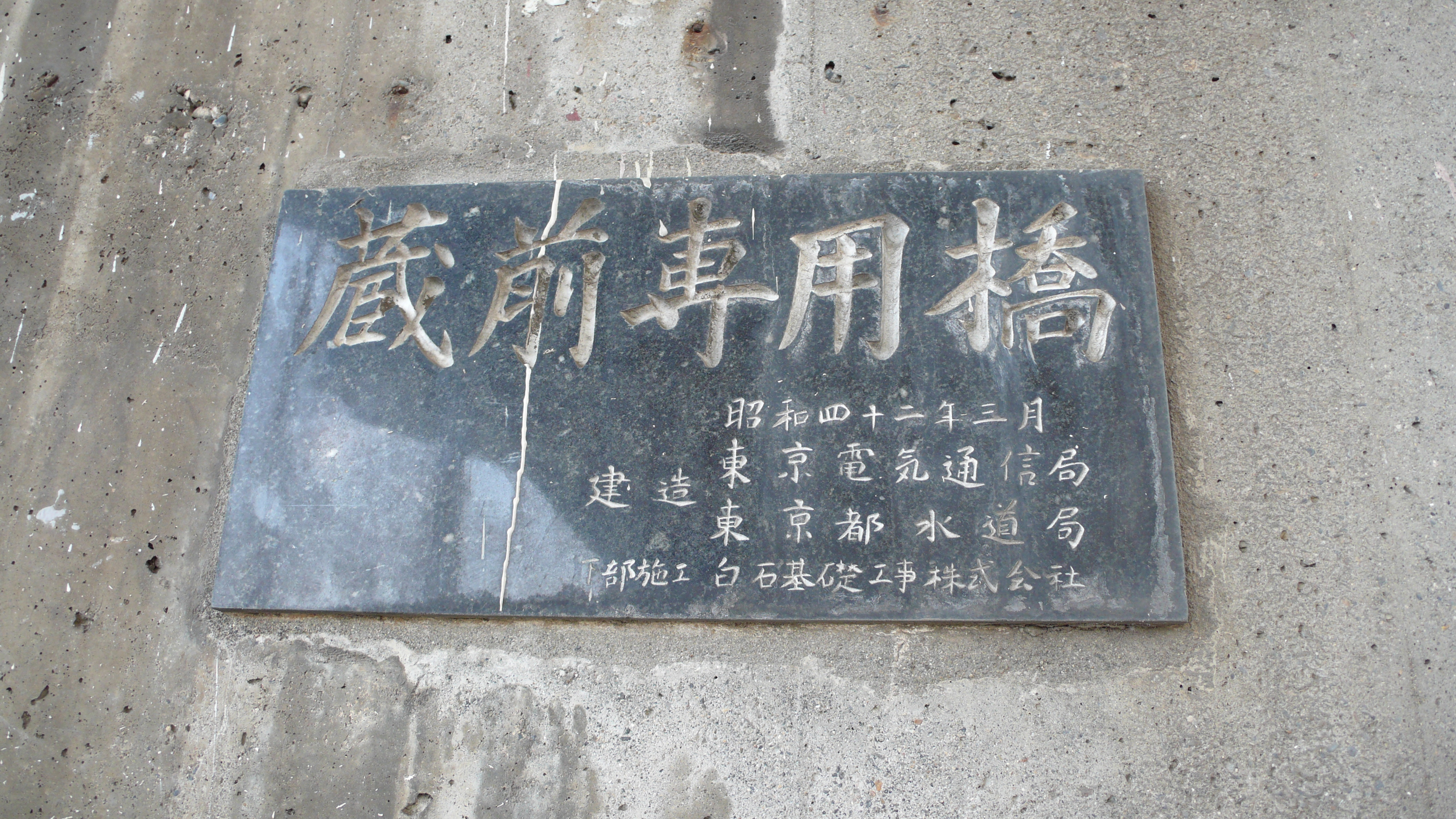
橋名板・東京都墨田区から（2008年5月）

蔵前専用橋（くらまえせんようきょう）は、隅田川にかかる橋、NTT東日本蔵前通信ビルと対岸を結ぶ。西岸は台東区蔵前一丁目、東岸は墨田区横網一丁目。名称は「NTT蔵前専用橋」とも。当初は旧電電公社時代に作られたこともあり、「電電蔵前専用橋」とも呼ばれた。
蔵前橋の南側に近接した、日本で初めての洞道（通信線トンネル）専用橋で、水道橋も兼ねる。特徴として洞道内部の夏期の高温時対策のために換気用の窓が設置されている。関係者専用のため、橋上に立ち入ることはできない。
2009年には耐震補強工事が行われた。

## 橋の概要
- 構造形式 3径間連続鋼箱桁橋

- 橋長 155.4 m[1]
- 主径間 55.0 m
- 総鋼重 342.0 t
- 竣工 昭和42年（1967年）3月
- 供用開始 昭和43年（1968年）
- 施工主体 東京電気通信局、東京都水道局
- 上部施工 川崎重工業
- 下部施工 白石基礎工事

## 隣の橋
- 隅田川
  - （上流） - 厩橋 - 蔵前橋 - 蔵前専用橋 - 隅田川橋梁 - 両国橋 - （下流）